# Little Mountain
Little Mountain é uma cidade  localizada no estado norte-americano de Carolina do Sul, no Condado de Newberry.

## Demografia
Segundo o censo norte-americano de 2000, a sua população era de 255 habitantes.
Em 2006, foi estimada uma população de 262, um aumento de 7 (2.7%).

## Geografia
De acordo com o United States Census Bureau tem uma área de
2,7 km², dos quais 2,7 km² cobertos por terra e 0,0 km² cobertos por água. Little Mountain localiza-se a aproximadamente 187 m acima do nível do mar.

## Localidades na vizinhança
O diagrama seguinte representa as localidades num raio de 16 km ao redor de Little Mountain.